# Sven Mikser
Sven Mikser (ur. 8 listopada 1973 w Tartu) – estoński polityk i filolog, minister obrony w latach 2002–2003 oraz 2014–2015, minister spraw zagranicznych od 2016 do 2019, deputowany, przewodniczący Partii Socjaldemokratycznej w latach 2010–2015, poseł do Parlamentu Europejskiego IX i X kadencji.

## Życiorys
Ukończył w 1992 Szkołę Średnią nr 1 w Paide. W 1996 został absolwentem filologii i literatury angielskiej na Uniwersytecie w Tartu. Przez trzy lata pracował jako asystent na Wydziale Filologii Germańskiej i Romańskiej tej uczelni.
W 1995 wstąpił do Estońskiej Partii Centrum, był sekretarzem politycznym tego ugrupowania. W 1999 i 2003 z jego listy uzyskiwał mandat posła do Zgromadzenia Państwowego IX i X kadencji. W okresie 2002–2003 sprawował urząd ministra obrony w rządzie Siima Kallasa. W 2004 opuścił centrystów, współtworzył Grupę Socjalliberalną (m.in. z Peeterem Kreitzbergiem). W 2005 dołączył do Partii Socjaldemokratycznej. Z jej listy w wyborach w 2007 uzyskał reelekcję do Riigikogu IX kadencji. W marcu 2010 został nowym przewodniczącym SDE, wygrywając rywalizację z Jüri Pihlem. W 2011 ponownie został posłem (na XII kadencję).
W 2014 zawiązał nową koalicję rządową z Estońską Partią Reform. W powołanym 26 marca 2014 rządzie Taaviego Rõivasa objął urząd ministra obrony. W 2015 ponownie wybrany do parlamentu, 9 kwietnia tegoż roku kolejny raz zaprzysiężony na urząd ministra obrony w drugim gabinecie dotychczasowego premiera.
W maju 2015 na funkcji przewodniczącego socjaldemokratów zastąpił go Jevgeni Ossinovski. 14 września 2015 Sven Mikser odszedł z rządu. 23 listopada 2016 stanął na czele resortu spraw zagranicznych w utworzonym wówczas rządzie Jüriego Ratasa. W 2019 utrzymał mandat poselski na kolejną kadencję. 29 kwietnia 2019 zakończył pełnienie funkcji rządowej. Następnie w tym samym został wybrany na posła do Parlamentu Europejskiego IX kadencji, a w 2024 z powodzeniem ubiegał się o reelekcję.

## Odznaczenia
- Krzyż Komandorski z Gwiazdą Orderu Zasługi Rzeczypospolitej Polskiej (Polska, 2002)[11]
- Order Narodowy Zasługi V klasy (Francja, 2005)[12]
- Order Trzech Gwiazd II klasy (Łotwa, 2019)[13]